# محافظة الحجرة
محافظة الحجرة هي محافظة تتبع لمنطقة الباحة في المملكة العربية السعودية، وتقع ضمن إقليم تهامة ويمر بها وادي الحجرة، وبلغ عدد سكانها 12,136 نسمة حسب تعداد السعودية 2022.

## السكان
بلغ عدد سكان محافظة الحجرة (12,136) نسمة حسب تعداد السعودية 2022، عدد السعوديين (10,527) نسمة، وعدد غير السعوديين (1,609).

## المراكز التابعة لها
- مركز الجرين.
- مركز جرداء بني علي.
- مركز بني عطاء.
- مركز وادي رما.

## الآثار
من أهم المواقع الأثرية والحصون، ما يلي:
- مقبرة الاتراك، وتقع في (الجرداء) دوس بني علي اسفل عقبة ذي منعا.
- الوعد.
- قرية غطيط الأثرية، حيث تحتوي على حصن قديم.
- حصن الأحد، وهو حصن كبير يقع في قلب سوق الأحد القديم.
- حصن عقيرب.
- حصن القهب.
- حصن قهر.
- حصن قرن البير.
- منازل آل باعبدالله على سفح جبل السوق القديم.

## أهم الأودية
- وادي الحجرة: ويشق المنطقة من الشمال إلى الجنوب وتنتشر على ضفافه غابات من أشجار الأراك وإليه تنسب المنطقة.
- وادي الجرداء يقع في مركز جرداء بني علي من أكبر الأودية في الحجرة.[5]
- وادي حوال: ويشتهر بأشجار السدر الشاهقة ويقع في شمال غرب المنطقة.
- وادي اثال: ويقع في شمال منطقة الحجرة.
- وادي عليب: ويعتبر من أكبر الاودية في المنطقة وقد تغنى به أحد الشعراء الجاهليين وتنتشر فيه اشجار الأراك وتجري به المياه على مدار العام وتوجد به غدران وشلالات وتصب مياهه في البحر الأحمر.
- وادي ذي غلف.
- وادي نابر.
- وادي ملحتين.
- وادي تمن.
- وادي عصره.
- المولجه.
- قرن عطية.
- وادي دعا: وادي جميل خلف جرداء بني علي.
- وادي الخرقة
- وادي ذي الوجيدة.
- وادي ثعيّب.
- وادي ذنائب.